# Абитурейраш
Абитурейраш (порт. Abitureiras)  —  район (фрегезия) в Португалии,  входит в округ Сантарен. Является составной частью муниципалитета  Сантарен. Входит в экономико-статистический  субрегион Лезирия-ду-Тежу, который входит в Рибатежу. Население составляет 1005 человек на 2001 год. Занимает площадь 22,73 км².
Покровителем района считается Дева Мария (порт. Maria). 